# بتل‌شیپ کلاس پتروپاولوسک
بتل‌شیپ کلاس پتروپاولوسک (به انگلیسی: Petropavlovsk-class battleship) یک کلاس از کشتی است که طول آن ۳۷۶ فوت (۱۱۴٫۶ متر) می‌باشد.